# روري ماكدونالد (موزع)
روري ماكدونالد (بالإنجليزية: Rory Macdonald)‏ هو موزع بريطاني، ولد في 25 أغسطس 1980.

## وصلات خارجية
- روري ماكدونالد على موقع ميوزك برينز (الإنجليزية)
- روري ماكدونالد على موقع ديسكوغز (الإنجليزية)